# Ivica Mornar
Ivica Mornar (ur. 12 stycznia 1974 w Splicie) – piłkarz chorwacki grający na pozycji napastnika. Nosi przydomek "Moka".
Mornar zaczynał karierę w Hajduku Split. W wieku 18 lat trafił do pierwszego zespołu i zaczął pokazywać się z dobrej strony, strzelając w pierwszym sezonie 7 bramek. W sezonie 1994/1995 pomógł Hajdukowi w awansie do Ligi Mistrzów (Hajduk rozgromił wtedy w eliminacjach Legię Warszawa). Po zdobyciu 2 tytułów mistrza Chorwacji (1994, 1995) Mornar wyjechał do Niemiec. Trafił do Eintrachtu Frankfurt. W Bundeslidze nie zrobił kariery i po roku wyjechał do Hiszpanii. W Sevilli szło mu równie źle co w Eintrachcie, a w następnym sezonie znów zmienił klub. Wybrał ofertę klubu z Segunda División, CD Ourense. Latem 1998 po raz kolejny przeniósł się do innego kraju.
Tym razem wybór padł na Belgię. Najpierw 3 lata gry w Standardzie Liège, a w 2001 roku Mornar przeszedł do RSC Anderlecht. Jednak przez 2 lata Anderlecht nie zdołał wywalczyć tytułu mistrza kraju. Udało się to dopiero w sezonie 2003/2004, w którym Mornar także miał swój udział, pomimo tego, że w styczniu 2004 odszedł do Portsmouth FC.
Oferowano mu nowy 2-letni kontrakt w Anderlechcie, ale Mornar postanowił zasmakować innej ligi. Anderlecht za Mornara otrzymał 500 000 funtów, a Ivica podpisał z Portsmouth 2,5-letni kontrakt. Mornar w Premiership zadebiutował podczas zremisowanego 0:0 meczu z Wolverhampton Wanderers. Niedługo potem zdobył swojego pierwszego i ostatniego gola w sezonie w meczu przeciwko Tottenhamowi Hotspur. W Portsmouth ogólnie jednak nie szło mu na tyle dobrze, ile oczekiwano od niego. Latem 2004 wypożyczono go do Stade Rennais FC. Tam jednak przez cały sezon nie zdołał strzelić bramki. Nowo zatrudniony menedżer Portsmouth, Alain Perrin, widział Mornara w składzie, gdyż drużyna została przetrzebiona kontuzjami. Jednak przez cały sezon Mornar zagrał ledwie 2 razy i niewiele pomógł zespołowi "The Pompeys" w pozostaniu w Premiership. Pod koniec sezonu został wystawiony na listę transferową.
W reprezentacji Chorwacji Mornar debiutował 23 marca 1994 roku w wygranym 2:0 meczu z reprezentacją Hiszpanii. W reprezentacji zawsze ciężko było mu się przebić ze względu na dużą konkurencję w ataku. Za to na Euro 2004 zagrał we wszystkich 3 meczach, ale nie zdobył żadnej bramki. Od pewnego czasu Mornar jest poza kadrą Chorwacji.

## Kariera
| Sezon   | Klub                | Kraj      | Rozgrywki                  | Mecze | Bramki |
| ------- | ------------------- | --------- | -------------------------- | ----- | ------ |
| 1992/93 | Hajduk Split        | Chorwacja | Prva HNL                   | 21    | 7      |
| 1993/94 | Hajduk Split        | Chorwacja | Prva HNL                   | 27    | 8      |
| 1994/95 | Hajduk Split        | Chorwacja | Prva HNL                   | 9     | 3      |
| 1995/96 | Hajduk Split        | Chorwacja | Prva HNL                   | 1     | 0      |
| 1995/96 | Eintracht Frankfurt | Niemcy    | Bundesliga                 | 19    | 1      |
| 1996/97 | Sevilla FC          | Hiszpania | Primera División           | 11    | 2      |
| 1997/98 | CD Ourense          | Hiszpania | Segunda División           | 28    | 8      |
| 1998/99 | Standard Liège      | Belgia    | Eerste Klasse              | 15    | 3      |
| 1999/00 | Standard Liège      | Belgia    | Eerste Klasse              | 23    | 8      |
| 2000/01 | Standard Liège      | Belgia    | Eerste Klasse              | 30    | 12     |
| 2001/02 | RSC Anderlecht      | Belgia    | Eerste Klasse              | 23    | 8      |
| 2002/03 | RSC Anderlecht      | Belgia    | Eerste Klasse              | 20    | 6      |
| 2003/04 | RSC Anderlecht      | Belgia    | Eerste Klasse              | 16    | 10     |
| 2003/04 | Portsmouth FC       | Anglia    | Premiership                | 8     | 1      |
| 2004/05 | Stade Rennais FC    | Francja   | Ligue 1                    | 15    | 0      |
| 2005/06 | Portsmouth FC       | Anglia    | Premiership                | 2     | 0      |
|         |                     |           | Łącznie w Prva HNL         | 58    | 18     |
|         |                     |           | Łącznie w Bundeslidze      | 19    | 1      |
|         |                     |           | Łącznie w Primera División | 11    | 2      |
|         |                     |           | Łącznie w Jupiler League   | 127   | 47     |
|         |                     |           | Łącznie w Premiership      | 10    | 1      |
|         |                     |           | Łącznie w Ligue 1          | 15    | 0      |